# Masahiro Sukigara
Masahiro Sukigara (Tokyo, 2 aprile 1966) è un ex calciatore giapponese, di ruolo attaccante.

## Carriera
Ha militato dal 1989 al 1994 nel Verdy Kawasaki, precedentemente noto come Yomiuri, con cui ha vinto il campionato 1991-1992 e due coppe Yamazaki Nabisco nel 1992 e nel 1993.
In seguito militò nell'Urawa Red Diamonds ed in due club di Fukushima.

## Palmarès

### Club

#### Competizioni nazionali
- Japan Soccer League: 1

Yomiuri: 1992
- Coppa Yamazaki Nabisco: 2

Verdy Kawasaki: 1992, 1993